# دوان آئوجوان
دوان آئوجوان (انگلیسی: Duan Aojuan؛ زادهٔ ۲۸ دسامبر ۲۰۰۰) خواننده، و رقصنده اهل چین است.